# پروانه‌ای در باد
پروانه‌ای در باد نام فیلمی به تهیه‌کنندگی و کارگردانی عباس رافعی است که در سال ۱۳۸۲ ساخته شد.
عباس رافعی نویسندگی این فیلم را نیز به عهده دارد.

## داستان فیلم
آیدا پس از ده سال حبس، عفو می‌شود و به سراغ پدرش می‌رود تا تنها دخترش، سحر را که پیش اوست ببیند، اما پدرش می‌گوید که نادر، شوهر آیدا، سحرا را با خودش برده‌است. آیدا باری یافتن نشانی نادر، نزد امیر می‌رود؛ ولی …

## بازیگران
- فریبرز عرب نیا
- شقایق فراهانی
- مجید مشیری
- محمدرضا نجفی